# Henryk Dyakowski
Henryk (Arkady) Dyakowski (ur. 16 lutego 1904, zm. 5 lipca 1972 w Gdańsku), kapłan obrządku bizantyjsko-słowiańskiego, później rzymskokatolicki diecezji łuckiej. Kanonik kapituły łuckiej.
W 1929 jako diakon był alumnem Papieskiego Seminarium Wschodniego w Dubnie. Święcenia kapłańskie przyjął w 1929 roku w obrządku bizantyjsko-słowiańskim. Proboszcz parafii obrządku bizantyjsko-słowiańskiego Żabcze w powiecie łuckim (1930–1932). Wybudował tutaj nową cerkiew drewnianą pw. Pokrowy Najświętszej Maryi Panny, którą 14 października 1931 konsekrował bp Mikołaj Czarnecki (beatyfikowany przez Jana Pawła II we Lwowie 27 czerwca 2001). Schematyzm diecezji łuckiej  z 1933 podaje go w gronie księży bez przydziału (exspectant applicationem). Powraca do obrządku rzymskokatolickiego. 
Proboszcz parafii Niewirków w dekanacie koreckim (1937). Administrował także parafią Bystrzyce, która została erygowana tuż przed wojną (1939-1944). Dziekan rówieński ks. Ludwik Syrewicz w liście do kurii biskupiej w Łucku z 2 maja 1943 wysunął jego kandydaturę na probostwo w Deraźnem (parafia ta od 10 kwietnia tr. pozbawiona była proboszcza). 
W czasie wojny kilka razy udawał się z podróżami duszpasterskimi do Zwiahla. Przed świętami wielkanocnymi w 1942, podczas kolejnego tam pobytu, władze nakazały mu powrócić do Niewirkowa. 22 grudnia 1942 za zezwoleniem władz świeckich wyjechał na czas świąteczny do Zwiahla – w tym czasie w Niewirkowie zastępował go ks. Jan Pająk proboszcz w Międzyrzeczu Koreckim i dziekan korecki.  
W nocy z 24 na 25 czerwca 1943  przeżył ciężkie oblężenie przez oddziały UPA plebanii i kościoła w Niewirkowie. Wskutek zniszczenia plebanii udał się do Międzyrzecza Koreckiego, gdzie od 29 czerwca tr. zamieszkał czasowo u ks. Kazimierza Gaworskiego. 
W liście z 19 sierpnia 1943 prosił bpa Adolfa Piotra Szelążka o udzielenie urlopu i przesłanie „litterae passus”, gdyż planował czasowo wyjechać do diecezji przemyskiej. W tym czasie pomaga ks. K. Gaworskiemu w obsługiwaniu parafii Międzyrzecz Korecki. Po opuszczeniu Wołynia jesienią 1943 udał się do Polski. 
Pracował w diecezji tarnowskiej i gnieźnieńskiej. Gdy pracował w Powidzu w diecezji gnieźnieńskiej, w 1946 przybył do niego i mieszkał jako emeryt do śmierci w 1953 ks. Jan Pająk (również kapłan diecezji łuckiej, jego dawny dziekan). W 1961 przybył do diecezji warmińskiej. Duże zasługi położył jako proboszcz i dziekan w Morągu. Zmarł w szpitalu w Gdańsku został pochowany w Morągu. 